# Guêpier à queue d'azur
Merops philippinus
Espèce
Statut de conservation UICN

 LC  : Préoccupation mineure

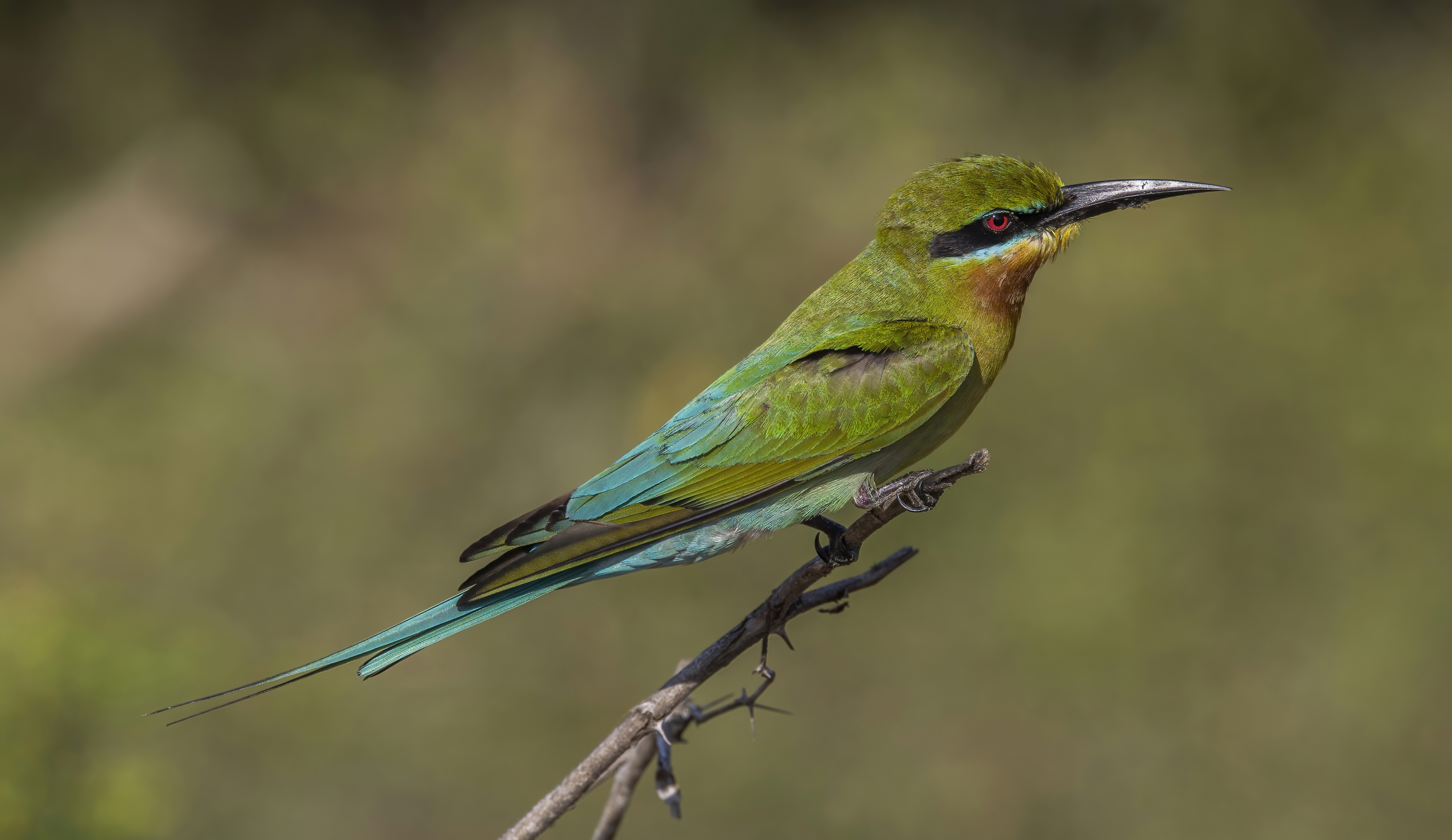
Guêpier à queue d'azur dans le parc national de Yala au Sri Lanka. Février 2022.

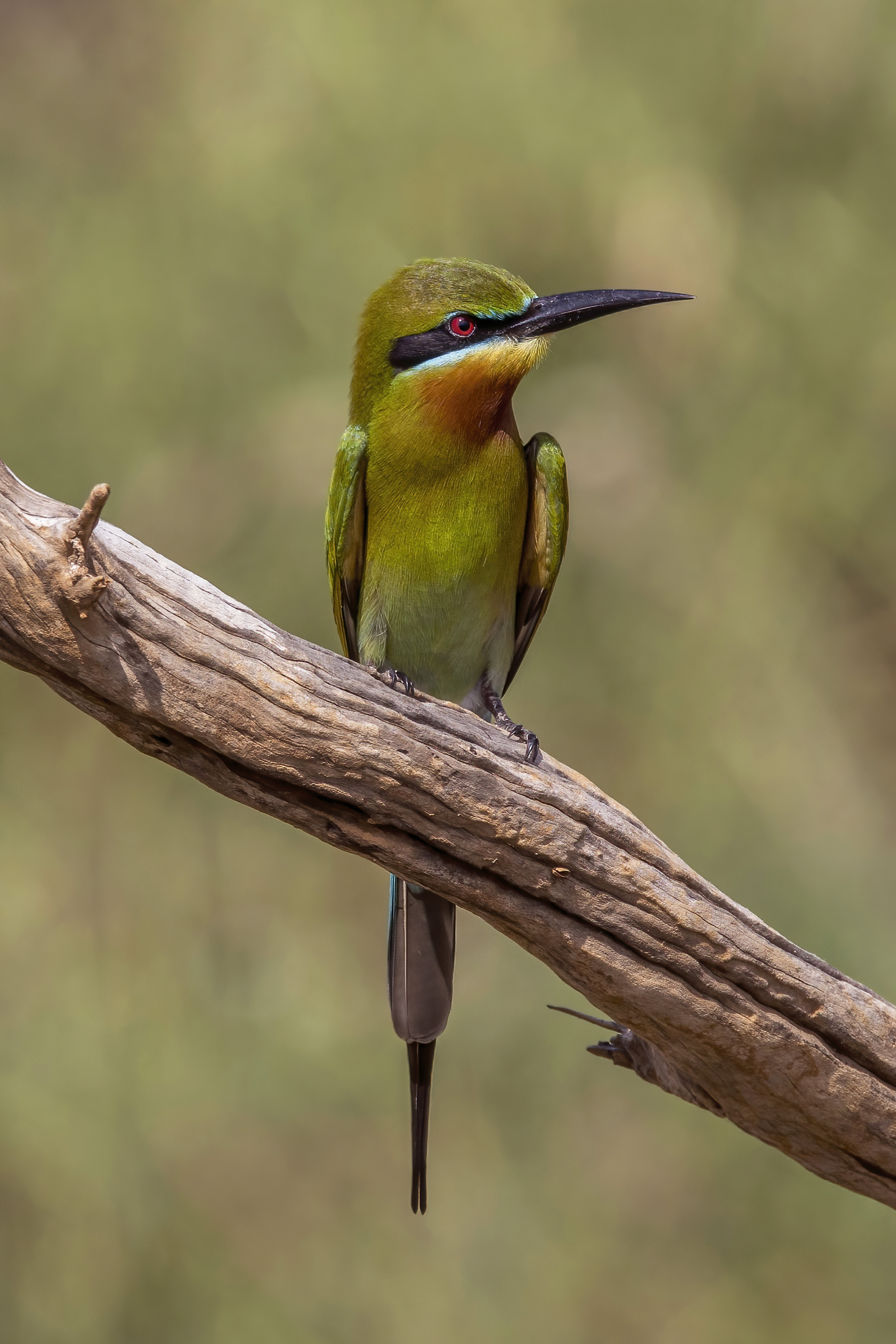
Un guêpier à queue d'azur dans le parc national de Yala. Février 2022.

Le Guêpier à queue d'azur (Merops philippinus) est une espèce d'oiseaux appartenant à la famille des Meropidae.
Cet oiseau vit à travers l'Asie du Sud-Est, le sud de la Chine et l'est du sous-continent Indien.